# Халясавейське сільське поселення
Халясаве́йське сільське поселення (рос. Халясавэйское сельское поселение) — сільське поселення у складі Пурівського району Ямало-Ненецького автономного округу Тюменської області Росії.
Адміністративний центр та єдиний населений пункт — село Халясавей.
Населення сільського поселення становить 866 осіб (2017; 775 у 2010, 651 у 2002).
Станом на 2002 рік існувала Халесовинська сільська рада (села Толька, Халясавей) з центром у селі Халясавей. Пізніше село Толька опинилось на міжселенній території.